# 小行星10246
小行星10246（10246 Frankenwald）是一颗绕太阳运转的小行星，为主小行星带小行星。该小行星于1960年9月24日发现。

## 轨道参数
小行星10246的轨道半长轴为2.5617579 UA，离心率为0.058。